# Язык и речевая деятельность
Язык и речевая деятельность — российский научный журнал.
Издательство: Автономная некоммерческая организация «Издательство Санкт-Петербургского государственного университета», Петербургским лингвистическим обществом. Основан в 1998 году. Выходит раз в год.
Главный редактор — Касевич, Вадим Борисович.
Входит в перечень рецензируемых научных журналов, в которых должны быть опубликованы основные научные результаты диссертаций на соискание учёных степеней учёной степени кандидата и доктора наук. Утверждён решением Президиума Высшей аттестационной комиссией России в сентябре 2010 года
ISSN 1560—2974